# Linda Martín Alcoff
Linda Martín Alcoff, född 25 juli 1955 i Panama, är en amerikansk filosof och författare.
Alcoff är professor i filosofi vid Hunter College vid City University of New York, och forskar i ämnena social epistemologi, feministisk filosofi, avkoloniseringsteori samt kontinental filosofi, i synnerhet Michel Foucaults verk.
Alcoff avlade doktorsexamen i filosofi vid Brown University 1987. Hon har bland annat publicerat ett verk om sexuellt våld – Rape and Resistance.